# Río Cañas Arriba (Juana Díaz)
Río Cañas Arriba es un barrio ubicado en el municipio de Juana Díaz en el estado libre asociado de Puerto Rico. En el Censo de 2010 tenía una población de 2165 habitantes y una densidad poblacional de 199,74 personas por km².

## Geografía
Río Cañas Arriba se encuentra ubicado en las coordenadas 18°2′49″N 66°26′30″O / 18.04694, -66.44167. Según la Oficina del Censo de los Estados Unidos, Río Cañas Arriba tiene una superficie total de 10.84 km², de la cual 10.83 km² corresponden a tierra firme y (0.05%) 0.01 km² es agua.

## Demografía
Según el censo de 2010, había 2165 personas residiendo en Río Cañas Arriba. La densidad de población era de 199,74 hab./km². De los 2165 habitantes, Río Cañas Arriba estaba compuesto por el 74.87% blancos, el 13.35% eran afroamericanos, el 0.51% eran amerindios, el 0.09% eran isleños del Pacífico, el 9.84% eran de otras razas y el 1.34% pertenecían a dos o más razas. Del total de la población el 99.95% eran hispanos o latinos de cualquier raza.